# Heers (België)
Heers is een plaats en gemeente in de provincie Limburg in België en behoort tot het kieskanton en het gerechtelijk kanton Borgloon. De gemeente telt ruim 7.500 inwoners.

## Etymologie
Heers werd voor het eerst vermeld in 927, als Comitatus de Haire. In 1250 was sprake van Hers Castrum; in 1890 sprak men van Borg-Heers. Mogelijk betekent Heers: van de heer.

## Geschiedenis
In Heers is een Keltische muntschat gevonden uit de tijd van de Eburonen. De omstandigheden laten toe te veronderstellen dat ze is betaald aan een aristocraat in de onmiddellijke omgeving van Ambiorix, in ruil voor militaire diensten in de wintercampagne van 54/53 v.Chr.
De Romeinse invloed blijkt uit de vondst, in 1930, bij de afbraak van de kerkhofmuur, van een viergodensteen. Onder andere de afbeeldingen van de Dioscuren en van Juno waren daarop te onderscheiden. Deze dateerde uit de 2e of het begin van de 3e eeuw. De oude weg van Tongeren naar Gembloers liep door het gebied van Heers. Er zou sprake kunnen zijn van een deverticulum van Tongeren over Heers naar Montenaken.
In de middeleeuwen was Heers een heerlijkheid, die ook Middelheers, Horpmaal, Wimmertingen en Jesseren omvatte. De eerst vermelde heer (1034) was Cuno van Heers. Vermoedelijk was Heers enige tijd in staat om onafhankelijkheid ten aanzien van het Graafschap Loon te bewaren. In 1136 oefende de Graaf er echter al een voogdij uit, en kort na 1171 was Heers al onderdeel van Loon. Een document uit 1186 spreekt omtrent Heers als een Loons leen.
Niettemin bleven de Heren van Heers belangrijk, ook aan het Loonse hof waren zij prominent aanwezig. In de strijd tussen prins-bisschop Adolf van der Mark en de inwoners van het Prinsbisdom Luik streed Jan van Heers aan de kant van de prins-bisschop, waarop diens tegenstanders in 1328 het kasteel en het dorp verwoestten. Ook in de Awans- en Warouxoorlog koos de heer van Heers partij, en wel aan de kant van de Waroux (1327-1334).
In 1362 kwam de heerlijkheid, door huwelijk, in bezit van de familie Van den Rivieren. Raes van den Rivieren, ook Raes van Heers genaamd, werd leider van de opstand tegen de prins-bisschop Lodewijk van Bourbon, die de steun van de Bourgondiërs onder leiding van Filips de Goede had. Uiteindelijk verloor Raes een groot deel van zijn leger in de Slag bij Brustem (1467). Daarop verwoestten de Bourgondiërs het kasteel en het dorp. Raes vluchtte hierop naar Frankrijk, en zijn bezittingen werden in beslag genomen, maar nadat Karel de Stoute in 1477 overleden was, kon hij terugkeren en kreeg ook zijn bezittingen weer.
In 1623 kocht Henri Van den Rivieren de titel Graaf van Heers. In 1639 voegde hij ook Batsheers en Opheers nog toe aan zijn bezit. In 1682 echter stierf Henri-Oger en kwam er aan het graafschap een einde. De Sint-Laurentiusabdij te Luik kwam in het bezit van de grafelijke goederen, inclusief het kasteel.
Een dochter van graaf Henri de Rivière d'Arschot, Barbara de Rivière d'Arschot was abdis was de abdij van Herkenrode. Zij was de laatste telg van de familie. Toen ze in 1744 overleed, stierf met haar het geslacht de Rivière d'Arschot uit.
In 1757 ging de familie Van den Rivieren failliet, en de Abdij verkocht alles aan baron Jan Herman van Stokkem, die de belangrijkste crediteur was.

## Geografie

### Kernen
Fusies in 1971 en 1977 smolten 12 kerkdorpen samen tot de nieuwe gemeente Heers: Heers, Batsheers, Opheers, Veulen, Gutschoven, Mettekoven, Mechelen-Bovelingen, Rukkelingen-Loon, Heks, Horpmaal, Vechmaal en Klein-Gelmen. Enkel Heers en Mechelen-Bovelingen tellen meer dan 1000 inwoners.

### Deelgemeenten
|    | Naam                | Opp. (km²) | Inwoners (2020) | Inwoners per km² | NIS-code |
| -- | ------------------- | ---------- | --------------- | ---------------- | -------- |
| 1  | Heers               | 8,91       | 2.082           | 234              | 73022A   |
| 2  | Batsheers           | 2,22       | 103             | 46               | 73022B   |
| 3  | Opheers             | 4,16       | 277             | 67               | 73022C   |
| 4  | Veulen              | 3,75       | 444             | 118              | 73022D   |
| 5  | Gutschoven          | 2,83       | 339             | 120              | 73022E   |
| 6  | Mettekoven          | 2,17       | 155             | 71               | 73022F   |
| 7  | Klein-Gelmen        | 3,15       | 528             | 167              | 73022G   |
| 8  | Heks                | 4,81       | 382             | 79               | 73022H   |
| 9  | Horpmaal            | 5,62       | 527             | 94               | 73022J   |
| 10 | Vechmaal            | 7,03       | 613             | 87               | 73022K   |
| 11 | Mechelen-Bovelingen | 4,51       | 1.536           | 340              | 73022L   |
| 12 | Rukkelingen-Loon    | 3,88       | 351             | 90               | 73022M   |

### Nabijgelegen kernen
Oerle, Gelinden

## Demografie

### Demografische evolutie voor de fusie
- Bron:NIS - Opm:1831 t/m 1970=volkstellingen op 31 december

### Demografische ontwikkeling van de fusiegemeente
Alle historische gegevens hebben betrekking op de huidige gemeente, inclusief deelgemeenten, zoals ontstaan na de fusie van 1 januari 1977.
- Bronnen:NIS, Opm:1831 tot en met 1981=volkstellingen; 1990 en later= inwonertal op 1 januari

| Inwoners van jaar tot jaar op 1 januari 1992 tot heden | Inwoners van jaar tot jaar op 1 januari 1992 tot heden | Inwoners van jaar tot jaar op 1 januari 1992 tot heden |
| jaar                                                   | Aantal                                                 | Evolutie: 1992=index 100                               |
| ------------------------------------------------------ | ------------------------------------------------------ | ------------------------------------------------------ |
| 1992                                                   | 6.508                                                  | 100,0                                                  |
| 1993                                                   | 6.530                                                  | 100,3                                                  |
| 1994                                                   | 6.490                                                  | 99,7                                                   |
| 1995                                                   | 6.526                                                  | 100,3                                                  |
| 1996                                                   | 6.523                                                  | 100,2                                                  |
| 1997                                                   | 6.490                                                  | 99,7                                                   |
| 1998                                                   | 6.509                                                  | 100,0                                                  |
| 1999                                                   | 6.549                                                  | 100,6                                                  |
| 2000                                                   | 6.575                                                  | 101,0                                                  |
| 2001                                                   | 6.602                                                  | 101,4                                                  |
| 2002                                                   | 6.602                                                  | 101,4                                                  |
| 2003                                                   | 6.632                                                  | 101,9                                                  |
| 2004                                                   | 6.661                                                  | 102,4                                                  |
| 2005                                                   | 6.683                                                  | 102,7                                                  |
| 2006                                                   | 6.762                                                  | 103,9                                                  |
| 2007                                                   | 6.812                                                  | 104,7                                                  |
| 2008                                                   | 6.898                                                  | 106,0                                                  |
| 2009                                                   | 6.970                                                  | 107,1                                                  |
| 2010                                                   | 7.018                                                  | 107,8                                                  |
| 2011                                                   | 7.090                                                  | 108,9                                                  |
| 2012                                                   | 7.103                                                  | 109,1                                                  |
| 2013                                                   | 7.111                                                  | 109,3                                                  |
| 2014                                                   | 7.160                                                  | 110,0                                                  |
| 2015                                                   | 7.237                                                  | 111,2                                                  |
| 2016                                                   | 7.205                                                  | 110,7                                                  |
| 2017                                                   | 7.225                                                  | 111,0                                                  |
| 2018                                                   | 7.290                                                  | 112,0                                                  |
| 2019                                                   | 7.391                                                  | 113,6                                                  |
| 2020                                                   | 7.337                                                  | 112,7                                                  |
| 2021                                                   | 7.339                                                  | 112,8                                                  |
| 2022                                                   | 7.457                                                  | 114,6                                                  |
| 2023                                                   | 7.554                                                  | 116,1                                                  |
| 2024                                                   | 7.593                                                  | 116,7                                                  |
| 2025                                                   | 7.574                                                  | 116,4                                                  |

## Politiek

### Structuur
De gemeente Heers ligt in het kieskanton Borgloon en het provinciedistrict Sint-Truiden, het kiesarrondissement Hasselt-Tongeren-Maaseik (identiek aan de kieskring Limburg).
| Borgloon         | Borgloon         | Supranationaal         | Nationaal                         | Nationaal          | Gemeenschap       | Gewest            | Provincie         | Arrondissement           | Provinciedistrict | Kanton          | Gemeente        |
| ---------------- | ---------------- | ---------------------- | --------------------------------- | ------------------ | ----------------- | ----------------- | ----------------- | ------------------------ | ----------------- | --------------- | --------------- |
| Administratief   | Niveau           | Europese Unie          | België                            | België             | Vlaanderen        | Vlaanderen        | Limburg           | Hasselt                  | Hasselt           | Hasselt         | Heers           |
| Administratief   | Bestuur          | Europese Commissie     | Belgische regering                | Belgische regering | Vlaamse regering  | Vlaamse regering  | Deputatie         | Deputatie                | Deputatie         | Deputatie       | Gemeentebestuur |
| Administratief   | Raad             | Europees Parlement     | Kamer van volksvertegenwoordigers | Vlaams Parlement   | Vlaams Parlement  | Vlaams Parlement  | Provincieraad     | Provincieraad            | Provincieraad     | Provincieraad   | Gemeenteraad    |
| Kiesomschrijving | Kiesomschrijving | Nederlands Kiescollege | Kieskring Limburg                 | Kieskring Limburg  | Kieskring Limburg | Kieskring Limburg | Kieskring Limburg | Hasselt-Tongeren-Maaseik | Sint-Truiden      | Borgloon        | Heers           |
| Verkiezing       | Verkiezing       | Europese               | Federale                          | Federale           | Vlaamse           | Vlaamse           | Provincieraads-   | Provincieraads-          | Provincieraads-   | Provincieraads- | Gemeenteraads-  |

### Geschiedenis

#### (Voormalige) Burgemeesters
| Tijdspanne | Tijdspanne   | Burgemeester              |
| ---------- | ------------ | ------------------------- |
|            | 1924 - 1954  | Jozef Jan Roppe           |
|            | 1954 - 1957  | Edmond Corswarem          |
|            | 1957 - 1958  | Jean Vanoostveldt         |
|            | 1959 - 1976  | Jef Neven                 |
|            | 1977 - 1982  | Clement Knapen            |
|            | 1983 - 1989  | Jef Neven                 |
|            | 1989 - 1993  | Arnold Dewelf             |
|            | 1993 - 2012  | Gerald Kindermans (CD&V)  |
|            | 2013 - 2014  | Kristof Pirard (Open Vld) |
|            | 2015 - 2020  | Henri Dumont (Dumont)     |
|            | 2020 - heden | Kristof Pirard (VLDumont) |

#### Legislatuur 2019 - 2024
Burgemeester is Kristof Pirard (VLDumont). VLDUMONT heeft de volstrekte meerderheid met 11 op 19 zetels.

#### Legislatuur 2024 - 2030
Burgemeester is Kristof Pirard (VLDumont). VLDUMONT heeft de absolute meerderheid van 14 op 19 zetels.

#### Resultaten gemeenteraadsverkiezingen sinds 1976
| Partij of kartel     | Partij of kartel                       | 10-10-1976 | 10-10-1976 | 10-10-1982 | 10-10-1982 | 9-10-1988 | 9-10-1988 | 9-10-1994 | 9-10-1994 | 8-10-2000 | 8-10-2000 | 8-10-2006 | 8-10-2006 | 14-10-2012 | 14-10-2012 | 14-10-2018 | 14-10-2018 | 13-10-2024 | 13-10-2024 |
| Stemmen / Zetels     | Stemmen / Zetels                       | %          | 19         | %          | 17         | %         | 17        | %         | 17        | %         | 17        | %         | 17        | %          | 19         | %          | 19         | %          | 19         |
| -------------------- | -------------------------------------- | ---------- | ---------- | ---------- | ---------- | --------- | --------- | --------- | --------- | --------- | --------- | --------- | --------- | ---------- | ---------- | ---------- | ---------- | ---------- | ---------- |
|                      | N-VA1/ Team HeersC                     | -          |            | -          |            | -         |           | -         |           | -         |           | -         |           | 16,651     | 3          | 17,11      | 3          | 30,6C      | 5          |
|                      | CVP1/ CD&V2/ Team HeersC               | 41,061     | 8          | 48,241     | 9          | 47,071    | 8         | 34,971    | 6         | 25,951    | 5         | 31,892    | 6         | 26,082     | 5          | 19,32      | 3          | 30,6C      | 5          |
|                      | SP1/ sp.a-DumontA/ Hecht2/ Team HeersC | 25,841     | 5          | 25,161     | 4          | 28,491    | 5         | 27,81     | 5         | 22,371    | 4         | 33,08A    | 6         | 37,31A     | 8          | 14,32      | 2          | 30,6C      | 5          |
|                      | DUMONT1/ sp.a-DumontA/ VLDUMONTB       | -          |            | -          |            | -         |           | -         |           | 19,121    | 3         | 33,08A    | 6         | 37,31A     | 8          | 49,3B      | 11         | 69,4B      | 14         |
|                      | PVV1/ VLD2/ Open Vld3/ VLDUMONTB       | -          |            | -          |            | 24,441    | 4         | 19,42     | 3         | 26,282    | 5         | 28,152    | 5         | 19,953     | 3          | 49,3B      | 11         | 69,4B      | 14         |
|                      | Vlaams Blok1/ Vlaams Belang2           | -          |            | -          |            | -         |           | -         |           | 6,281     | 0         | 6,882     | 0         | -          |            | -          |            | -          |            |
|                      | GOED                                   | -          |            | -          |            | -         |           | 17,83     | 3         | -         |           | -         |           | -          |            | -          |            | -          |            |
|                      | VD                                     | 33,1       | 6          | 26,61      | 4          | -         |           | -         |           | -         |           | -         |           | -          |            | -          |            | -          |            |
| Totaal stemmen       | Totaal stemmen                         | 5080       | 5080       | 5107       | 5107       | 5148      | 5148      | 5183      | 5183      | 5228      | 5228      | 5230      | 5230      | 5218       | 5218       | 5565       | 5565       | 4380       | 4380       |
| Opkomst %            | Opkomst %                              |            |            |            |            | 98,43     | 98,43     | 97,68     | 97,68     | 97,05     | 97,05     |           |           | 96,56      | 96,56      | 96,5       | 96,5       | 73,5       | 73,5       |
| Blanco en ongeldig % | Blanco en ongeldig %                   | 2,11       | 2,11       | 2,86       | 2,86       | 2,64      | 2,64      | 3,45      | 3,45      | 2,77      | 2,77      | 3,1       | 3,1       | 4,2        | 4,2        | 4,3        | 4,3        | 2,9        | 2,9        |

De rode cijfers naast de gegevens duiden aan onder welke naam de partijen telkens bij een verkiezing opkwamen.

De zetels van de gevormde meerderheid staan vetjes afgedrukt. De grootste partij is in kleur.

## Bezienswaardigheden
- Het Kasteel van Heers

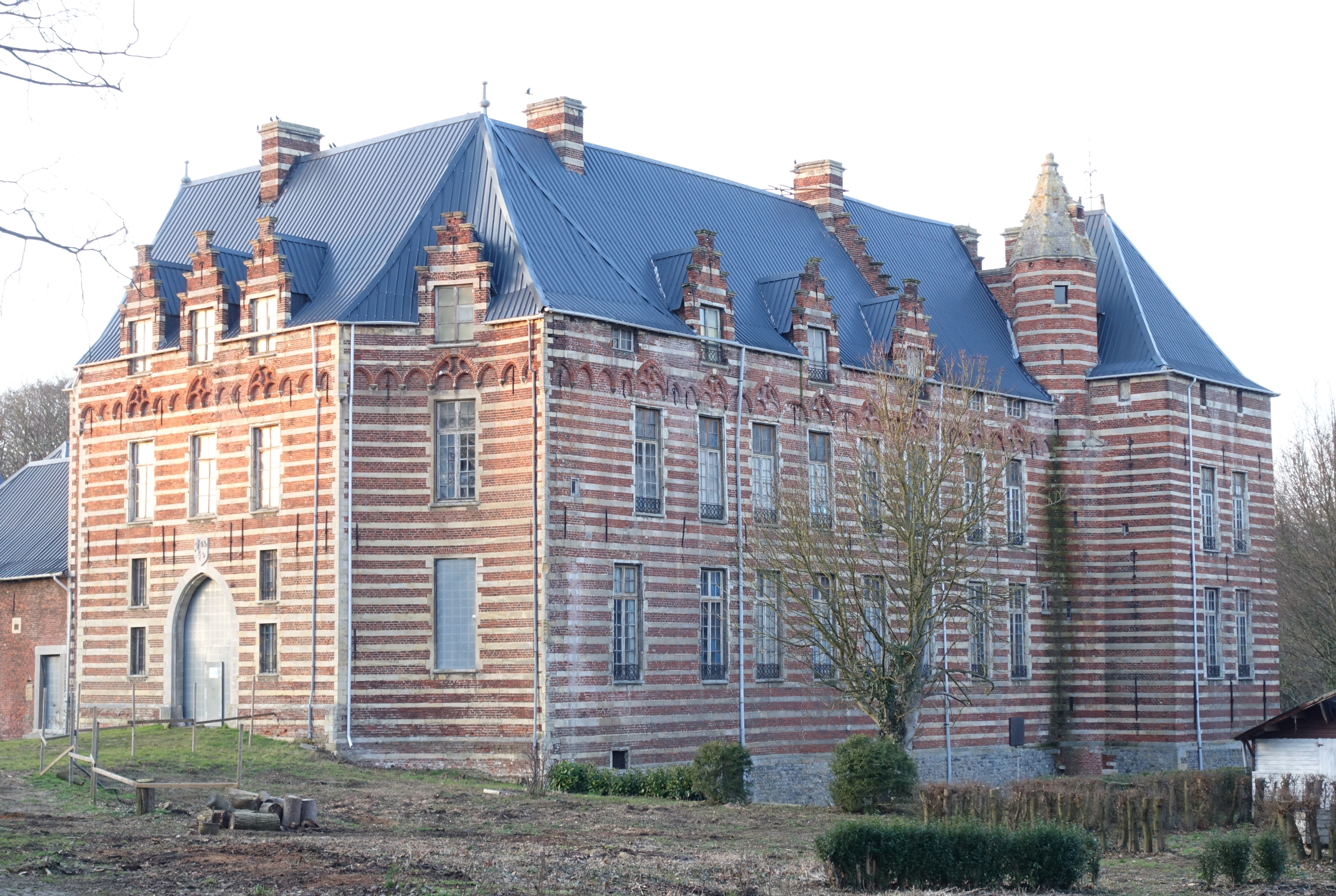
Het kasteel van Heers

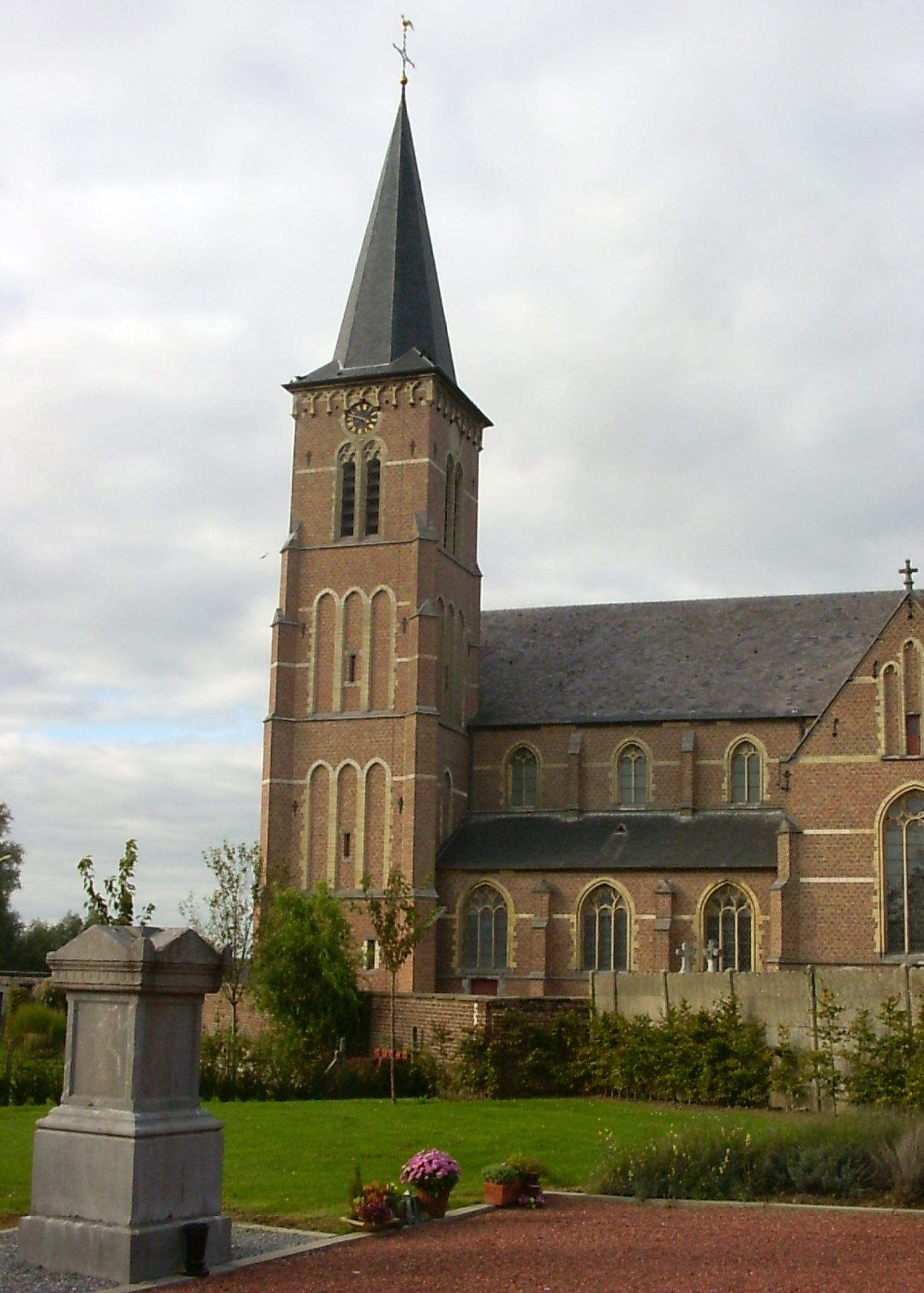
Sint-Martinuskerk

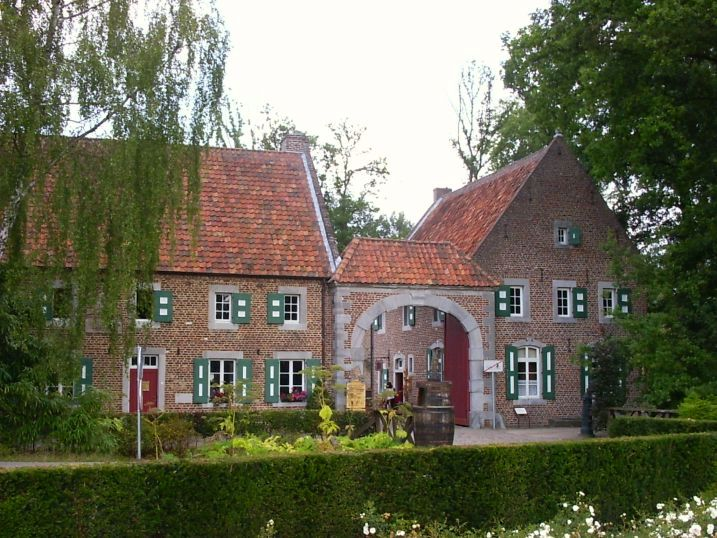
Een hoeve uit Heers, opnieuw opgebouwd in Bokrijk

- De Sint-Martinuskerk, met 15e-eeuws koor, toren en schip uit 1913
- De Kapel van de Houten Lieve Heer, uit de 18e eeuw
- De Onze-Lieve-Vrouwekapel, uit de 18e eeuw
- Enkele belangrijke boerderijen, waaronder het Stasseynhuise aan de Paardskerkhofstraat 15, met een poortgebouw en een schuur uit 1766.
- Een hoeve uit Heers werd overgebracht naar Bokrijk en daar heropgebouwd als een toegang tot het openluchtmuseum.

## Natuur en landschap
Heers ligt op een hoogte van 132 meter op het hoogste punt van een plateau in Droog-Haspengouw. Het gebied is rijk aan reliëf, en het laagste punt is ongeveer 75 meter. De landbouw die hier beoefend wordt omvat suikerbietenteelt, en ook de fruitteelt is van belang. Heers ontstond bij het brongebied van de Heerse Beek, dat bekendstaat als het Broek. Ook de vijvers van het kasteel worden door deze beek gevoed.
Iets ten oosten van de kern vindt men nog de veldnaam Mergelkuil. Tot in de 18e eeuw werd hier mergel gewonnen.

## Religie
In de gemeente bevinden zich verschillende kerkdorpen. De kerken zijn:
- Sint-Stefanuskerk te Batsheers
- Drie-Morenkerk te Gutschoven
- Sint-Martinuskerk te Heers
- Onze-Lieve-Vrouw-ten-Hemelopnemingskerk te Heks
- Sint-Lambertuskerk te Horpmaal
- Onze-Lieve-Vrouw-Boodschapskerk te Klein-Gelmen
- Sint-Annakerk te Mechelen-Bovelingen
- Sint-Martinuskerk te Mettekoven
- Sint-Lambertuskerk te Opheers
- Sint-Quirinuskerk te Rukkelingen-Loon
- Sint-Martinuskerk te Vechmaal
- Onze-Lieve-Vrouw-Tenhemelopnemingskerk te Veulen
- Sint-Pieterskapel te Sint-Pieters-Heurne

## Bekende inwoners
Louis Roppe, geboren in Heers in 1914, was gouverneur van Limburg van 1950 tot 1978.